# Lucilene Caetano
Lucilene Caetano (Goiânia, 31 de maio de 1984) é uma jornalista, apresentadora de televisão brasileira, comunicadora, creator, Mestre de Cerimônias, e praticante de Artes marciais mistas, Pilates, Yoga, Musculação.
Em 2013, ela foi incluída na lista das "50 mulheres mais sexys do mundo" pela revista VIP.

## História
A carreira de Lucilene começou cedo, aos 15 anos frequentava aulas de teatro e trabalhava como modelo em comerciais, editoriais e catálogos de moda. 
A paixão pela TV surgiu aos 17, quando apresentou seu primeiro programa na afiliada da Rede Cultura em Goiânia, o “Segura Peão”, em que fazia a cobertura de festas de rodeio e música sertaneja. Dois anos mais tarde, apresentou o programas “Canal” e “Aplauso”. 
Aos 25 anos, apresentou o programa futebolístico de maior audiência hoje em Goiânia, o “Equipe do Mané”. 
Em 2007, se formou no curso de Direito. Na sequência, Lucilene concluiu suas pós-graduações em Direito Civil e Direito Processual Civil. 
Em 2009, concorreu ao concurso Musa do Brasileirão do Caldeirão do Huck, em que representou o Goiás, time pelo qual torce.
No ano seguinte, Lucilene mudou-se para o Rio de Janeiro e cursou jornalismo na UESA-RJ.
De 2012 a 2013, esteve à frente do programa “Planeta Nocaute” no canal Esporte Interativo, de onde saiu devido a questões financeiras .
No ano de 2013, esteve como rainha de bateria da então estreante escola de samba do Grupo Especial carioca Inocentes de Belford Roxo.
No início de 2014, acertou com a RedeTV! para comandar o XFC onde passou a fazer parte da equipe de apresentadores da rede de televisão pioneira na transmissão dos grandes eventos de MMA. À frente da melhor audiência da emissora, Lucilene ainda apresentava também o Bola Dividida. O programa irreverente traz um debate descontraído e bem humorado sobre temas polêmicos do mundo do esporte, também mostra os gols e lances dos principais campeonatos nacionais e internacionais. Lucilene ficou responsável também pela apresentação dos campeonatos de futebol da emissora, como Campeonato Paulista, Sub-20 e Brasileirão serie B. No telejornalismo, apresentou o "90 segundos" também na Rede TV. 
No dia 23 de janeiro de 2015, foi anunciado que não fazia mais parte da RedeTV!, devido a dificuldades financeiras da emissora .
A jornalista apresenta eventos como Mestre de Cerimônia, se dedica a publicidade gerada por conta do grande número de seguidores em suas redes sociais, grava vídeos institucionais e também é mãe dos pequenos Theo, Davi e Zion e Isabella Maria, casada com o atleta do Ultimate Fighting Championship, Felipe "Sertanejo" Arantes.
Em 08 de maio de 2017, ela foi contratada pela Band, passando a atuar como âncora do BandSports comandando o telejornal esportivo BandSports News, além de outros programas da casa. Em 25 de fevereiro de 2022, foi demitida grávida da emissora sem qualquer justa causa e após uma série de assédios morais e sexuais que só veio a público após o vazamento do processo que tramita em segredo de justiça.
Atualmente, Lucilene atua compartilhando sua rotina com mais de 1 milhão de seguidores nas redes sociais, abordando temas como maternidade, saúde, fé e qualidade de vida com autenticidade e sensibilidade. Também é criadora do curso “Caminhos da Maternidade de Sucesso”, que desenvolveu na pandemia (2020), onde naquela época compartilhou aprendizados reais com outras mulheres em suas jornadas maternas. 